# Fredrik Blom
Fredrik Blom (* 24. Januar 1781; † 25. September 1853) war ein schwedischer Oberst, Architekt und Oberintendant.

## Leben
Im späten 18. Jahrhundert begann Fredrik Blom seine Ausbildung zum Marinebildhauer in Karlskrona, die er später an der Kunstakademie in Stockholm fortsetzte. Sein Mentor war der Admiral Carl August Ehrensvärd, der gerade als Ausbildungsleiter bei der schwedischen Marine in Karlskrona tätig war. Als Schweden zwischen 1808 und 1809 im Krieg mit Russland stand, kam Blom trotz seiner gehobenen Stellung als Offizier nicht mit den direkten Kriegshandlungen in Berührung. Er gehörte jedoch zum Stab von Kurt von Stedingk, der nach der Niederlage mit Russland verhandelte. Durch diese Position kam Blom auch nach St. Petersburg und an den Hof des Zaren, was bei ihm einen starken Eindruck hinterließ. Bloms Durchbruch kam 1817, als er Professor für Baukunst an der Stockholmer Kunstakademie wurde. Er entwickelte sich zu einem der herausragenden Militärarchitekten seiner Zeit. Die Errichtung von Verteidigungsanlagen stellte den Hauptteil der staatlichen Bautätigkeit im frühen 19. Jahrhundert dar. Blom übernahm den Posten des Leiters des Bauamtes beim Stockholmer Flottenregiment und trug den Titel Oberstleutnant Mechanikus. Blom gilt als wichtigster Repräsentant des schwedischen Empirestiles und war im ganzen Land aktiv.
1827 bezog er eine Villa im Stockholmer Stadtteil Djurgården.

## Bloms Leistungen

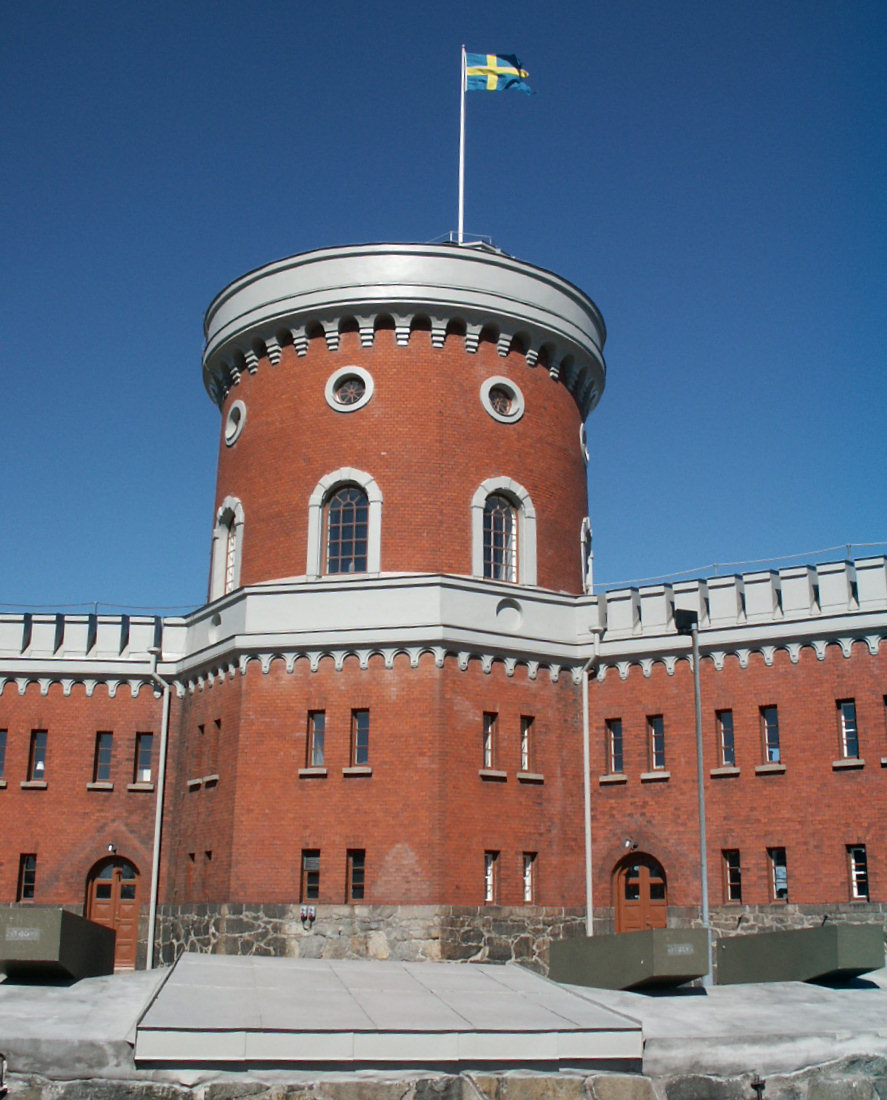
Das Stockholmer Kastell

In Schwedens Hauptstadt sind vor allem die Gebäude auf der Insel Skeppsholmen durch Bloms Tätigkeit gekennzeichnet. Er war verantwortlich für die Skeppsholmskirche, die 1824 begonnen wurde. Er schuf auch das Kastell, die Kaserne, die heute nach einem umfassenden Umbau in den 1950er Jahren die Kunsthochschule beherbergt, das ehemalige Exerzierhaus, in dem sich heute das Architekturmuseum befindet, und leitete den Umbau des Admiralitätshauses, das heute dem schwedischen Jugendherbergsverein gehört. Weitere Gebäude in Stockholm sind Karl XIV. Johanns Lustschloss (Rosendals slott) im Stadtteil Djurgården und mehrere Häuser auf dem Gelände der ehemaligen Königlichen Landwirtschaftsakademie im Stadtteil Frescati, der heute Universitätsgelände ist. Erhalten ist z. B. das Hauptgebäude der Akademie (Bloms hus), in dem seit 1976 die Universitätsleitung untergebracht ist.
Bekannt unter seinen Zeitgenossen wurde Blom vor allem durch seine Idee der vorgefertigten Häuser. Die Wände bestanden aus zwei Bretterverbänden mit luftdichter Pappe dazwischen. Wände, Dach und Fußboden wurden in Teilen transportiert, die leicht zusammengefügt werden konnten. Die Häuser gab es in verschiedenen Dimensionen mit beweglichen Kachelöfen und Spiraltreppen und wurden unter anderem nach Russland und Frankreich exportiert.
Unter Bloms weiteren Werken finden sich die Karl-Johann-Kirche in Göteborg, die Admiralitätskirche in Karlskrona, der nördliche Friedhof in Lund sowie eine Vielzahl von Gebäuden für militärische Zwecke.
In den Jahren nach Bloms Tod wurde seine Architektur als trocken und phantasielos betrachtet, doch seine technischen Lösungen und seine präzise Kenntnis von ungewöhnlichen Arbeitsabläufen bedeuteten viel für die weitere Entwicklung der Stadtbaukunst.

## Die Blomschen Häuser
Eine Variante seiner beweglichen Häuser, die kleinere Pavillons darstellten, erhielten Bloms Namen. König Karl XIV. Johann hatte eine Vorliebe für diesen Gebäudetyp und ließ mehrere davon auf seinen Grundstücken errichten. Durch dieses Vorbild wurden Bloms Lusthäuschen auch bei anderen hochgestellten Personen Mode.